# Rags (banda sonora)
Rags (Music from the Original Movie) es el álbum de banda sonora de la película original de Nickelodeon del mismo nombre, publicado el 22 de mayo de 2012 por Nickelodeon Records. Todas las canciones fueron producidas por Darkchild y Andre Lindal. Incluye nueve canciones interpretadas por Keke Palmer y Max Schneider, con tres temas extra. Se estrenó el 22 de mayo de 2012. La banda sonora alcanzó el número uno en la lista de álbumes de bandas sonoras de iTunes y el número tres en la lista de los 100 álbumes más vendidos de iTunes. «Me and You Against the World» se lanzó como sencillo promocional el 17 de abril de 2012.

## Lista de canciones
| N.º   | Título                                | Performed by                  | Duración |  |
| 1.    | «Me and You Against the World»        | Keke Palmer & Max Schneider   | 3:29     |  |
| 2.    | «Someday» (film version)              | Max Schneider                 | 3:47     |  |
| 3.    | «Love You Hate You»                   | Keke Palmer                   | 3:18     |  |
| 4.    | «Nothing Gets Better Than This»       | Max Schneider                 | 2:34     |  |
| 5.    | «Stand Out» (film version)            | featuring Keke Palmer         | 3:18     |  |
| 6.    | «Hands Up»                            | Max Schneider                 | 2:58     |  |
| 7.    | «Perfect Harmony»                     | Keke Palmer and Max Schneider | 2:26     |  |
| 8.    | «Look at Me Now»                      | Keke Palmer                   | 3:21     |  |
| 9.    | «Not So Different at All»             | Max Schneider                 | 3:25     |  |
| 10.   | «Stand Out» (album version)           | Keke Palmer                   | 3:07     |  |
| 11.   | «Things Aren't Always What They Seem» | Keke Palmer and Max Schneider | 3:31     |  |
| 12.   | «Someday» (album version)             | Max Schneider                 | 3:47     |  |
| 38:59 |                                       |                               |          |  |

## Charts
| Chart (2012)                             | Peak position |
| ---------------------------------------- | ------------- |
| Estados Unidos (Billboard 200)           | 56            |
| Estados Unidos US Kid Albums (Billboard) | 1             |
| Estados Unidos (Soundtrack Albums)       | 3             |